# Verdefényes
A verdefényes (szokásos rövidítése BU a brilliant uncirculated kifejezésből, jelentése csillogó, forgalomba nem került) az érmék minősítésére használt kifejezés. Hasonlít a bélyeggyűjtők által használt postatiszta kifejezéshez.

## Gyártási eljárás
Technológiai szempontból azokat az érméket illetik ezzel a jelzővel, amelyek a forgalmi pénzekkel azonos technikával készülnek, felületük tükörfényesen csillogó, ezért szokásos a „tükörfényes” kifejezés használata is. A másik népszerű technológia a proof kivitel, melyet gyűjtőknek szánt érmék előállítására használnak.

## Tartásfok
A numizmatikusok olyan érméket minősítenek ezzel a jelzővel, amelyek forgalomba egyáltalán nem kerültek, puszta kézzel nem fogták meg őket, hanem egyből tárolóba vagy kapszulába csomagolták és megőrizték eredeti csillogásukat. Az angol brilliant uncirculated kifejezés kifejezi az uncirculated tartásfoktól való eltérést: az utóbbi érmék sem kerültek forgalomba vagy emberi kézbe, de a gépi feldolgozás miatt az érmék egymáshoz verődve apró karcolást ejthettek egymáson, habár verdefényes csillogásukat megőrizték. Mivel ez a legmagasabb tartásfok, a gyűjtők leginkább az ilyen darabokat keresik, így ezek is a legértékesebbek.